# Pyrgonota bifoliatus
Pyrgonota bifoliatus är en insektsart som beskrevs av John Obadiah Westwood. Pyrgonota bifoliatus ingår i släktet Pyrgonota och familjen hornstritar. Inga underarter finns listade i Catalogue of Life.